# Antonio Carlos da Silva Neto
Antonio Carlos da Silva Neto (født 29. oktober 1985) er en tidligere brasiliansk fodboldspiller.